# John Meriwether
John W. Meriwether (* 10. August 1947 in Chicago, Illinois) ist ein US-amerikanischer Finanzmanager.

## Werdegang
John Meriwether studierte an der Northwestern University sowie an der University of Chicago Booth School of Business und schloss dort mit einem MBA ab. Meriwether arbeitete von 1974 bis 1991 bei Salomon Brothers (heute der Citigroup zugehörig) und bekleidete zunächst diverse Positionen. Von 1980 bis Februar 1988 war er General Partner und ab Februar 1988 bis 1991 Vize-Vorstandsvorsitzender. 1991 musste er seinen Platz zusammen mit Vorstandschef John Gutfreund räumen, da sie es zugelassen hatten, dass Salomon Brothers bei der Versteigerung von US-Staatsanleihen über Monate hinweg heimlich höhere Anteile als die vom Gesetz maximal erlaubte Quote von 35 Prozent erhielt. Er musste auch eine Strafe von 50.000 US-Dollar zahlen.
1994 gründete er die Long-Term Capital Management. Der Fonds erlitt 1998 im Sog der so genannten Russlandkrise einen Milliardenverlust. Ein Kollaps hätte die Finanzwelt erschüttert. Die Notenbank der USA griff daher ein. 1999 war Meriwether Gründer und Partner bei JWM Partners LLC, die im Jahr 2006 zwei Milliarden US-Dollar verwaltete.
Auch dieser Hedgefonds erlitt nach einer anfänglichen Phase des Erfolges hohe Verluste. Im Zuge der Finanzkrise ab 2007 verlor der Fonds bis zum Februar 2009 44 Prozent an Wert und wurde im Juli 2009 geschlossen.